# Il diavolo sulle colline
Il diavolo sulle colline è un romanzo dello scrittore Cesare Pavese, scritto dal 20 giugno al 4 ottobre del 1948 e pubblicato nel 1949, come seconda opera del trittico La bella estate che comprendeva anche Tra donne sole.
Nel 1961, sempre Einaudi, nel far uscire l'opera completa di Pavese nell'edizione dei "Supercoralli", decise di inserire i nove romanzi dell'autore seguendo l'ordine nel quale erano stati scritti e non pubblicati. Il diavolo sulle colline viene così a trovarsi nel secondo volume dell'opera.

## Trama
La storia narra di tre amici inseparabili: l'io narrante, un bravo ragazzo di città; Pieretto, il più intellettuale dei tre; e Oreste, semplice e ingenuo che viene dalla campagna. 
Nei loro vagabondaggi per le colline, incontrano Poli, il figlio dei padroni della tenuta il Greppo, sotto l'effetto della cocaina e, attirati dai suoi modi anticonformisti e cordiali, gli terranno compagnia nei suoi giri in macchina.
Vengono così a conoscere la squallida storia di Poli, che vuole liberarsi dell'ex-amante Rosalba, la quale, al contrario, fa di tutto per trattenerlo. Una sera, durante un ballo, Rosalba, che poi si suiciderà, ferisce Poli con un colpo di rivoltella e i tre giovani, finita l'avventura, ritornano alle loro vite, per ritrovarsi, alla fine di agosto, a casa di Oreste.
I tre amici riprendono i loro vagabondaggi per le colline godendo della natura, finché vengono a sapere che Poli è ritornato al Greppo e decidono di andarlo a trovare.
Poli si trova alla villa insieme alla moglie Gabriella e ambedue insistono perché si fermino. Qualche giorno dopo, ritornano alla villa e, presto incuriositi e in fondo attratti da questo mondo e dal fascino di Gabriella, decidono di fermarsi. Oreste è particolarmente attratto dalla donna, che gli mostra apertamente il suo interesse e l'io narrante, che si rende conto del pericolo, vorrebbe andarsene, ma Pieretto lo convince a fermarsi. Poli dopo una festa si sentirà male e Gabriella portandolo a Milano per cure lascerà i giovani al paese.
Per il personaggio di Poli, Cesare Pavese si era ispirato all'amico conte Carlo Grillo.

## Edizioni
- Cesare Pavese, Il diavolo sulle colline, collana Supercoralli, Einaudi, 1962,  p. 517.
- Cesare Pavese, Il diavolo sulle colline, Urban Apnea Edizioni, 2020, pp. 172.

## Adattamenti
- Il diavolo sulle colline - film per la TV del 1985 diretto da Vittorio Cottafavi e interpretato da Daniela Silverio, Matteo Corvino, Urbano Barberini e Beatrice Palme[1][2].